# Llanfair Caereinion
Llanfair Caereinion is een plaats in het Welshe graafschap Powys.
Llanfair Caereinion telt 1616 inwoners.